# Trichophysetis
Trichophysetis é um gênero de mariposa pertencente à família Crambidae.